# Bolesti srčanih zalistaka
Bolesti srčanih zalistaka su bolesti koje zahvaćaju jedan ili više srčanih zalistaka. Bolesti mogu biti prirođene (kongenitalne) ili stečene (posljedica neke bolesti). 
Bolesti srčanih zalistaka mogu biti stenoze, tj. suženja zalistaka, insuficijencije ili mogu biti mješane (i stenoza i insuficijencija).
Najčešći stečeni uzrok je reumatska vrućica, dok se u uostale uzroke ubrajaju infektivni endokarditisi, tumori, autoimune bolesti.
Svaka od određenih bolesti zalistaka može se manifestirati karakterističkim srčanim zvukovima, dok se za potvrdu stanja najčešće koristi UZV srca.

## Tipovi
| Zahvaćeni zalistak     | Stenotične bolesti                            | Insuficijencija/regurgitacija                                             |
| Aortni zalistak        | Aortalna stenoza (Stenoza aortnog zalistka)   | Aortalna insuficijencija/regurgitacija (Insuficijencija aortnog zalistka) |
| Mitralni zalistak      | Mitralna stenoza (Stenoza mitralnog zalistka) | Mitralna insuficijencija/regurgitacija                                    |
| Trikuspidalni zalistak | Trikuspidalna stenoza                         | Trikuspidalna insuficijencija/regurgitacija                               |
| Plućni zalistak        | Plućna stenoza                                | Plućna insuficijencija/regurgitacija                                      |

|  | Molimo pročitajte upozorenje o korištenju medicinskih informacija. Ne provodite liječenje bez savjetovanja s liječnikom! |